# Dálnice A50 (Polsko)
Dálnice A50 je plánovaná dálnice, která se má stát součástí velkého tranzitního okruhu Varšavy. Postavena má být v letech 2025 - 2027 a má za úkol spojit svou délkou zhruba 100 kilometrů plánované Letiště Solidarity s městem Mińsk Mazowiecki, kde se má napojit na již existující dálnici A2 a spolu s rychlostní silnicí S50 uzavřou okruh kolem Varšavy. Z technického hlediska je plánovaná na tři pruhy každým jízdním směrem.